# Emil Božinovski
Emil Božinovski (Macedonisch: Емил Божиновски) (Bitola, 10 januari 1964) is een Macedonisch voormalig voetbalscheidsrechter. Hij was in dienst van FIFA en UEFA tussen 2000 en 2007. Ook leidde hij wedstrijden in de Prva Liga.
Op 26 juli 2000 debuteerde Božinovski in Europees verband tijdens een wedstrijd tussen Slavia Praag en FK Shamkir in de voorronde van de UEFA Champions League; het eindigde in 1–0 en de Macedoniër toonde vijf gele kaarten. Zijn eerste interland floot hij op 27 maart 2002, toen Albanië met 1–0 won van Azerbeidzjan. Božinovski deelde zes gele kaarten uit.

## Interlands
| Datum            | Plaats                        | Wedstrijd                | Uitslag | Competitie           | Kreeg geel | Kreeg voor de tweede keer geel en dus rood | Weggestuurd |
| ---------------- | ----------------------------- | ------------------------ | ------- | -------------------- | ---------- | ------------------------------------------ | ----------- |
| 27 maart 2002    | Tirana, Albanië               | Albanië – Azerbeidzjan   | 1 – 0   | Vriendschappelijk    | 6          | 0                                          | 0           |
| 18 mei 2002      | Warschau, Polen               | Polen – Estland          | 1 – 0   | Vriendschappelijk    | 1          | 0                                          | 0           |
| 29 maart 2003    | Lens, Frankrijk               | Frankrijk – Malta        | 6 – 0   | EK 2004 kwalificatie | 2          | 0                                          | 0           |
| 28 april 2004    | Zenica, Bosnië en Herzegovina | Bosnië en Her. – Finland | 1 – 0   | Vriendschappelijk    | 1          | 0                                          | 0           |
| 18 augustus 2004 | Vaduz, Liechtenstein          | Liechtenstein – Estland  | 1 – 2   | WK 2006 kwalificatie | 7          | 1                                          | 1           |
| 7 september 2005 | Kopenhagen, Denemarken        | Denemarken – Georgië     | 6 – 1   | WK 2006 kwalificatie | 2          | 0                                          | 1           |
| 2 mei 2006       | Bełchatów, Polen              | Polen – Litouwen         | 0 – 1   | Vriendschappelijk    | 3          | 0                                          | 0           |
| 2 september 2006 | Badajoz, Spanje               | Spanje – Liechtenstein   | 4 – 0   | EK 2008 kwalificatie | 3          | 0                                          | 0           |
| 6 september 2006 | Hesperange, Luxemburg         | Luxemburg – Letland      | 0 – 0   | Vriendschappelijk    | 4          | 0                                          | 1           |